# 岩岡町
岩岡町（いわおかちょう）は、埼玉県所沢市の地名。郵便番号は359-1102。

## 地理
埼玉県所沢市の北部に位置し、富岡地区に所属する。
北東で北岩岡、南で向陽町、西で北中、北西で狭山市南入曽と隣接している。
東側の町境は西武新宿線の線路に接し、その北方に南入曽信号場が設置されている。
面積は約0.8km2 、町内は畑用地や住宅地として利用されている。

## 歴史
- 1982年（昭和57年）6月20日 - 所沢市大字北岩岡の南部の町名変更実施により、岩岡町が成立[6]。

## 世帯数と人口
2017年（平成29年）9月30日現在の世帯数と人口は以下の通りである。
| 町丁   | 世帯数  | 人口  |
| ------ | ------- | ----- |
| 岩岡町 | 328世帯 | 792人 |

## 小・中学校の学区
市立小・中学校に通う場合、学区は以下の通りとなる。
| 番地 | 小学校             | 中学校             |
| ---- | ------------------ | ------------------ |
| 全域 | 所沢市立西富小学校 | 所沢市立向陽中学校 |

## 交通

### 鉄道
- 西武鉄道 - 西武新宿線 - 南入曽信号場

最寄駅は、南部は新所沢駅、北部は入曽駅。

### 道路
- 埼玉県道50号所沢狭山線

交差点
- 「北岩岡」

バス
- 地内のバス停は「西富小学校入口」 - 市内循環ところバス 北路線

## 施設
教育
- 所沢市立西富小学校

公共
- 上岩岡公民館

寺社
- 浄土宗自然寺
- 八雲神社

NPO法人
- NBAバレエ団スタジオ

かつて存在した施設

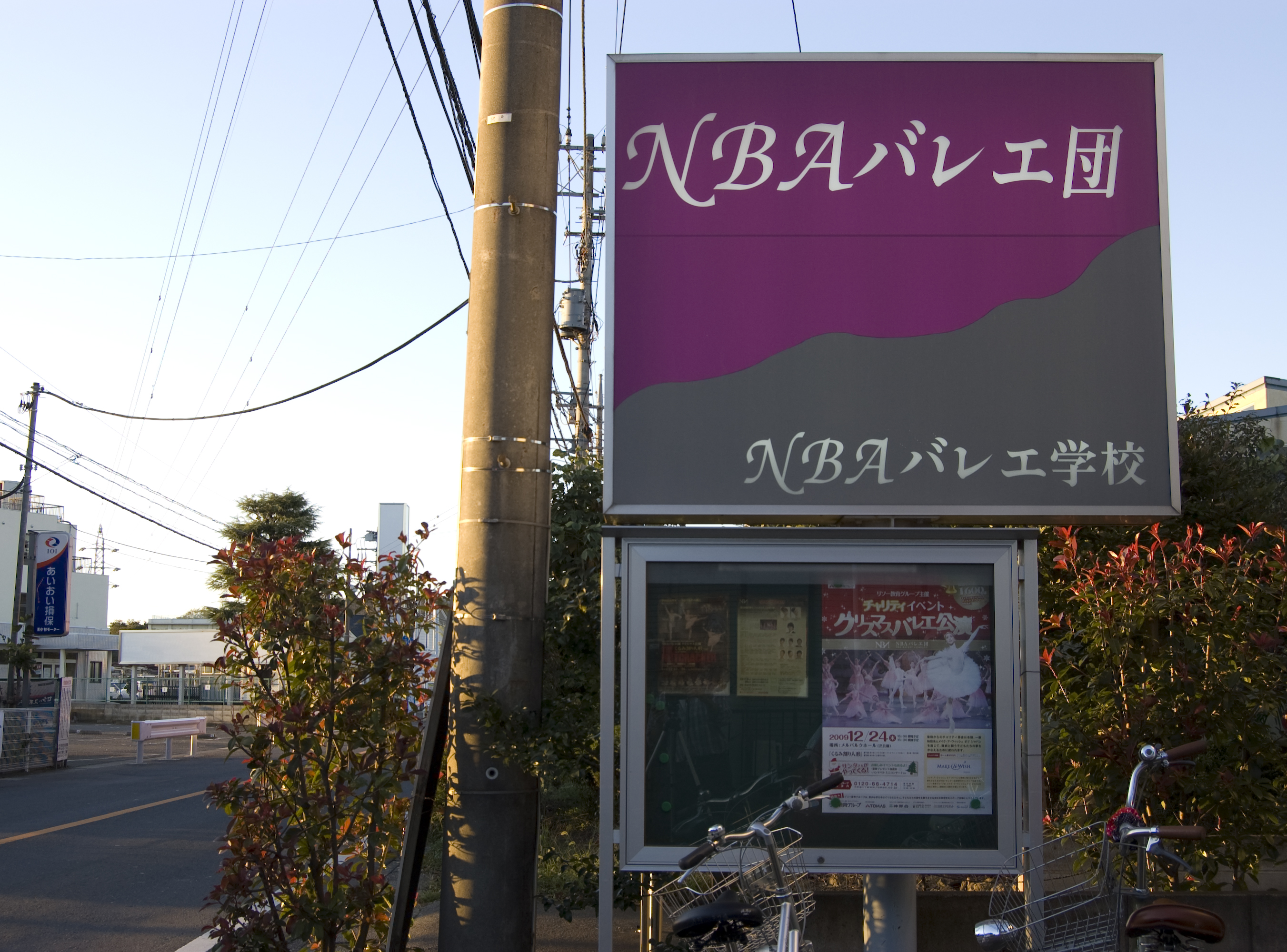
NBAバレエ団

- 所沢市立所沢幼稚園 - 1972年（昭和47年）〜2011年（平成23年）3月19日[8]。